# 中部地方のご当地ソング一覧
中部地方のご当地ソング一覧（ちゅうぶちほうのごとうちソングいちらん）は、中部地方のご当地ソングを一覧にしたものである。
太字は、当地出身の歌手のもの。

## 中部地方全般
- 甲信
  - 「あずさ2号」狩人
  - SUPER BELL''Zの「かいじ101号」は「あずさ2号」のアンサーソング（パロディ）
- 東海
  - 「3県ロールミュージック&She is OK!」伊藤秀志
- 北陸
  - 「ひとり日本海」 石原詢子
  - 「北陸ロマン」谷村新司
- 東海道線
  - 「僕は特急の機関士で（東海道の巻）」三木鶏郎・森繁久彌・丹下キヨ子
- 富士山
  - 「ふじの山」文部省唱歌
  - 「富士山」電気グルーヴ
  - 「富士山」三波春夫
  - 「富士山だ」加藤登紀子
  - 「FUNK FUJIYAMA」米米CLUB
  - 「富士山音頭」木津かおり
  - 「富士」島津亜矢
  - 「輝け日本富士山おどり」音頭
  - 「アッパレ!フジヤマ」シブがき隊
  - 「その名はフジヤマ（Se Llama Fujiyama）」トリオ・ロス・パンチョス（Los Panchos）、アントニオ古賀
  - 「フジヤマ・ママ（Fujiyama Mama）」Annisteen Allen、Eileen Barton、Wanda Jackson、雪村いずみ、沢たまき、Pearl Harbour
  - 「Shooting from the Hip」Chicks on Speed
  - 「Sony」 Big Audio Dynamite
  - 「To Live by the Sword」Saxon
  - 「Fuji-San」Patti Smith
  - 「富士山下」イーソン・チャン

## 新潟県
- 新潟…「私のロンサム・タウン」松任谷由実
- 新潟…「新潟小唄」葭町二三吉、曽我直子
- 新潟県（越後）…「雪椿」小林幸子
- 新潟県…「にいがたおもっしぇわね音頭」えちごいちえ
- 越後…「越後絶唱」小林幸子
- 越後…「越後平野」多岐川舞子
- 越後…「越後つついし親不知」J・A・シーザー
- 越後…「越後夢花火」石原詢子
- 越後…「雨の越後路」永井みゆき
- 越後…「越後路ながれ旅」島津亜矢
- 信濃川…「信濃川」多岐川舞子
- 信濃川…「信濃川慕情」美川憲一
- 新潟市…「新潟ブルース」美川憲一
- 新潟市秋葉区新津…「四季の新津」島倉千代子
- 新潟市西蒲区中之口…「中之口音頭」北島三郎
- 湯沢町（越後湯沢）…「湯沢旅情」加山雄三
- 湯沢町…「越後湯沢駅」香田晋
- 湯沢町…「湯沢の女」美川憲一
- 湯沢町（苗場）、国道8号…「あれが最後のコスモス日和」田山真美子
- 佐渡市、柏崎市…「佐渡の恋唄」細川たかし
- 佐渡市…「ひばりの佐渡情話」美空ひばり
- 佐渡市…「おけさ唄えば」橋幸夫
- 佐渡市…「佐渡なさけ」音羽しのぶ
- 佐渡市…「佐渡の寒ブリ」喜川真気
- 佐渡市…「おけさ海峡」上杉香緒里
- 佐渡市…「佐渡の夕笛」丘みどり
- 佐渡市…「おけさ渡り鳥」丘みどり
- 佐渡市…「おけさ情話」金田たつえ
- 佐渡市…「東京へ戻っておいでよ」守屋浩
- 糸魚川市…「おまんた囃子」三波春夫
- 上越市 - 「高田の四季」デュークエイセス
- 出雲崎町…「海雪」ジェロ
- 柏崎市、糸魚川市筒石…「越後情話」小林幸子
- 南魚沼市（旧・六日町）…「ここは六日町あたり」斉藤哲夫
- 十日町市…「雪の十日町」竹川美子
- 十日町市…「越後母慕情」上杉香緒里
- 村上市…「笹川流れ」永井みゆき
- 村上市…「笹川流れ」水田竜子
- 阿賀野市…「越後水原」水森かおり
- 燕市（旧・吉田町）…「吉田町の唄」吉田拓郎
- 新潟市江南区… 「亀田慕情」黒沢明とロス・プリモス
- 加茂市…「加茂川ブルース」美川憲一
- 長岡市… 「長岡大花火音頭」北島三郎
- 上越線… 「上越線行進曲」四家文子
- 上越線… 「雨の夜汽車」池田輝郎
- 飯山線… 「飯山線」中山あかり
- テレビ新潟放送網…「Yes My TNN」 サーカス
- テレビ新潟放送網…「手と手とTeNY」
- 新潟テレビ21…「いとしのキャサリン」

## 富山県
- 富山県全般…「毒消しゃいらんかね」宮城まり子
- 越中…「越中恋歌」真木柚布子
- 富山市…「螢川」牧村三枝子[1]
- 富山市…「螢川」伊藤敏博[1]
- 富山市…「富山よいとこ」松平晃
- 富山市（桜木町）…「桜木町ブルース」美川憲一[1]
- 富山市（八尾町）…「風の盆」菅原洋一[1]
- 富山市（八尾町）…「風の盆恋歌」石川さゆり[1]
- 富山市（八尾町）…「ひとり風の盆」森山愛子[2]
- 五箇山…「はぐれコキリコ」成世昌平
- 氷見市…「氷見の雪」原田悠里
- 氷見市…「ブリンスサンバ」伊藤敏博
- 氷見市…「ブリの海」「灘浦慕情」山川豊[1]
- 朝日町…「めなけ!あさひ」高原兄、道用マヒル
- 高岡市…「スパシーヴァ高岡」服部浩子、室まさのり
- 高岡市…「新たかおか音頭」藤森美伃
- 黒部市（宇奈月）…「宇奈月の夜」美川憲一
- 魚津市…「蜃気楼」水森かおり
- 魚津市…「魚津海岸」氷川きよし

## 石川県
- 石川県全般
  - 「石川サンバ」（石川テレビ放送）
  - 「かがやきパラダイス」島津悦子
- 金沢市
  - 「白糸恋情話」工藤あやの
  - 「滝の白糸」石川さゆり
  - 「金沢発」北川大介
  - 「加賀の女」北島三郎
  - 「金沢の雨」川中美幸
  - 「金沢の雨」城之内早苗
  - 「香林坊ブルース」西田佐知子
  - 「香林坊節」父2
  - 「歩ける町金沢」嶌村義隆
  - 「金沢ひとり」三橋美智也
  - 「金沢の夜」都はるみ
  - 「金沢望郷歌」松原健之
  - 「金沢の灯をいつまでも」新川二朗・島津悦子
  - 「金沢わすれ雨」山本あき
  - 「逢いたくて金沢」みやさと奏
  - 「金沢待宵月」真咲よう子
  - 「金沢慕情」水木昌平
  - 「犀川〜ニッポンの唄 金沢〜」岡平健治
  - 「ひとり金沢」橋本栄子
  - 「母との旅路 金沢」加賀夕子
  - 「金沢Cry Me a River」藤田恵美
  - 「桜橋から」松原健之
  - 「あの町へ帰りたい」松原健之
  - 「友禅流し」牧村三枝子
  - 「加賀友禅」岡ゆう子
  - 「花紀行」荒井由実
  - 「ビュッフェにて」松任谷由実
  - 「鼓門で逢いましょう」松井昌雄
  - 「浅野川恋唄」田川寿美
  - 「浅野川春秋」島津悦子
  - 「七つ橋渡り」城之内早苗
  - 「おんな町」山本みゆき
  - 「雪国恋人形」野中彩央里
  - 「恋酒〜加賀の夜」西尾夕紀
  - 「加賀の宿」灘麻太郎
  - 「銭五の海」鳥羽一郎
  - 「東京にいる子が」愛原洋子（牧美智子）
  - 「雨の香林坊」角川博
- 白山
  - 「白山雪舞い」丘みどり
- 加賀地方
  - 「加賀慕情」杉田淳
- 能美市
  - 「たつのくち恋歌」北野まち子
- 山代温泉
  - 「山代情話」峰浩司
- 山中温泉
  - 「こおろぎ橋」丹羽応樹
- 能登地方
  - 「能登半島」石川さゆり
  - 「能登半島男旅」若杉しげる
  - 「能登はいらんかいね」坂本冬美
  - 「能登の海風」中西りえ
  - 「能登の海鳥」二葉百合子
  - 「能登の火祭り」金田たつえ
  - 「能登みれん」松原のぶえ
  - 「赤提灯の女」松原のぶえ
  - 「能登絶唱」市川由紀乃
  - 「能登の恋歌」大川栄策
  - 「能登の恋唄」水元やよい
  - 「能登の風唄」浅田あつこ
  - 「能登風」大塚文雄
  - 「能登しぐれ」大石まどか
  - 「能登の海」綾世一美
  - 「能登の夢」加藤登紀子
  - 「能登の山」秋山竜次（ロバート）
  - 「能登の海鳴り」竹村こずえ
  - 「能登の雪夜叉」叶純子
  - 「能登里山空港〜おいでおいで〜」大場久美子・三輪一雄
  - 「能登穴水湾」大場久美子・三輪一雄
  - 「奥能登ひとり」井上由美子
  - 「おんなの能登路」青木美保
  - 「能登路の雨」青江三奈
  - 「能登の女」細川たかし
  - 「女ひとりの日本海」大月みやこ
  - 「女のはぐれ雪」朝倉由美子
  - 「人恋岬」南かなこ
- 七尾市
  - 「七尾しぐれ」多岐川舞子
  - 「一夜宿」香西かおり
- 輪島市
  - 「曽々木海岸」水城なつみ
  - 「輪島朝市」水森かおり
  - 「太鼓」美空ひばり
  - 「御陣乗太鼓」北島三郎
  - 「風雪 御陣乗太鼓」木原たけし
  - 「曽々木海岸」水城なつみ
  - 「鳴り砂の女」永井みゆき
- 能登町
  - 「恋路海岸」丹羽応樹
  - 「恋路海岸」村下孝蔵
  - 「恋路浜」島津悦子
- 内灘町
  - 「内灘愁歌」尾崎紀世彦
  - 「内灘海岸」松原健之
  - 「内灘哀歌」田川寿美
- 珠洲市
  - 「珠洲岬」岡田しのぶ
  - 「ひとり珠洲岬」中西りえ
- 七尾線
  - 「七尾線」塩乃華織
- 倶利伽羅峠
  - 「倶利伽羅峠」若月あや

## 福井県
- 福井県…「越前風舞い」松原のぶえ
- 福井県…「福井県行進曲」藤山一郎
- 福井県…「福井ばやし」青木光一・神楽坂玉枝
- 福井県…「越前竹舞い」石川さゆり
- 福井県…「北陸ブルース」藤仁見
- 福井県…「越前竹人形」島倉千代子
- 福井県…「越前竹山唄」島倉千代子
- 福井県…「あゝ北の庄」島倉千代子
- 福井県…「イッチョライ節」島倉千代子・守屋浩
- 福井県…「越前恋唄」香西かおり
- 福井県…「越前哀歌」香西かおり
- 福井県…「越前忍冬」角川博
- 福井県…「おれたち福井人」デューク・エイセス
- 福井県…「だんねーざ」、「ほやほや」SING J ROY
- 福井県…「フクイ・ノ・ヨル」オルフェ
- 福井県…「この明るさのなかにゆけ」若山彰
- 福井県…「悲恋花」富士圭資
- 福井県…「早春の花」富士圭資
- 福井県…「トンネル節」三橋美智也
- 福井市…「わたしのまちときめきのまち」ダ・カーポ
- 坂井市…「花火」PINKISH PARTY
- 坂井市（旧・三国町）…「三国音頭」水前寺清子
- あわら市（旧・芦原町）…「芦原音頭」都はるみ
- 鯖江市…「このまちがすきなんや」一途
- 鯖江市…「鯖江音頭」曽根史郎・神楽坂浮子
- 鯖江市…「世界で一番熱い町、鯖江」SING J ROY
- 越前市…「星空花火」せりかな
- 越前町（旧・朝日町）…「朝日音頭」舟木一夫
- 九頭竜川（坂井市・東尋坊、永平寺町・鳴鹿堰）…「九頭竜の流れ」南部直登
- 九頭竜川（坂井市・東尋坊、永平寺町・鳴鹿堰）…「九頭竜川」伊藤あきひろ
- 越前岬…「越前岬」川中美幸
- 越前岬…「想い出の越前岬」百合しのぶ
- 東尋坊…「東尋坊」水森かおり
- 永平寺町（旧・上志比村）…「上志比音頭」小杉真貴子
- 敦賀市…「居酒屋「敦賀」」香西かおり
- 敦賀市…「気比音頭」春日八郎・下谷二三子
- 敦賀市…「敦賀とてもすきすき」水前寺清子
- 敦賀市…「敦賀ばやし」水前寺清子
- 敦賀市…「大敦賀行進曲」伊藤久男
- 敦賀市…「復興敦賀音頭」森野巧巳
- 敦賀市…「敦賀みなと音頭」塩原秩峰・南地おせん
- 敦賀市…「あゝ水戸浪士」北島三郎
- 敦賀市…「松原音頭」北島三郎・葵ひろ子
- 敦賀市…「敦賀ブルース」黒木曜子
- 小浜市…「ふるさと」五木ひろし
- 高浜町…「若狭高浜音頭」八汐亜矢子
- 美浜町…「若狭美浜音頭」五木ひろし
- 若狭町（旧・上中町）…「上中音頭」五木ひろし
- 嶺南…「ワカサノタカラ」SING J ROY
- 越前地方…「越前竹人形」長沢純
- 越前地方…「越前恋人形」三島敏夫
- 若狭地方…「若狭の宿」牧村三枝子
- 若狭地方…「若狭生れ」春日八郎
- 若狭地方…「若狭夜曲」古都清乃
- 若狭地方…「若狭の女」竹内将人
- 若狭地方…「若狭の海」水森かおり

## 山梨県
- 山梨県…「山梨音頭」霧島昇・久保幸江
- 山梨県…「甲州よっちゃばれ踊り」大塚文雄
- 山梨県…「甲州盆唄」大塚文雄
- 山梨県…「山梨メリヤス音頭」春日八郎・小宮恵子
- 山梨県…「山梨メリヤスの歌」ボニージャックス
- 甲府市…「夜の甲府」森雄二とサザンクロス
- 甲府市…「湯村夜曲」楠木繁夫
- 甲府市…「夜明けの甲府駅」高石省三
- 甲府市…「甲府の女よ」小野由紀子
- 甲府市…「武田節」三橋美智也
- 笛吹市…「御坂音頭」三波春夫
- 笛吹市…「春日居音頭」春日八郎
- 笛吹市…「よい坂御坂」三沢あけみ
- 笛吹市…「御坂路慕情」三沢あけみ
- 笛吹市…「八代音頭」大月みやこ
- 笛吹市…「花の実みのれ」芹洋子
- 笛吹市…「里の恋歌若彦路」芹洋子
- 笛吹市…「一宮音頭」松山恵子
- 甲斐市…「信玄踊り」三波春夫
- 甲斐市…「勝鬨上条河原」二葉百合子
- 韮崎市…「新府城」三橋美智也
- 韮崎市…「縁故節」大塚文雄
- 北杜市…「いつも君がいた」芹洋子
- 北杜市…「清里」豊田清
- 南アルプス市…「花の椿城」二葉百合子
- 富士吉田市…「富士山やぶさめ祭り」三波春夫
- 富士吉田市…「富士吉田音頭」都はるみ・大下八郎
- 富士河口湖町…「河口湖おどり」島倉千代子・青木光一
- 富士河口湖町…「足和田音頭」春日八郎
- 山中湖村…「LATE SUMMER LAKE」松任谷由実　※下流の相模湖とする説もあり。
- 鳴沢村…「鳴沢音頭」都はるみ
- 鳴沢村…「鳴沢慕情」新沼謙治
- 武田信玄…「風林火山」春日八郎
- 武田信玄…「風林火山」96
- 富士急行線…「特急フジサンクン」
- 富士急行線…「MOTOR MAN フジサン特急」SUPER BELL"Z
- 昇仙峡…　「昇仙峡」水森かおり

## 長野県
- 川中島…「川中島」（唱歌）
- 千曲川…「千曲川」五木ひろし
- 信濃川…「信濃川慕情」ロス・プリモス
- 信濃川…「信濃川慕情」美川憲一
- 信濃…「北信濃絶唱」野路由紀子
- 信濃路…「愛と死をみつめて」青山和子
- 信濃路…「信濃路ひとり」原田悠里
- 信濃路…「信濃路の雨」永井みゆき
- 地獄谷温泉（山ノ内町）…「スーパー戦湯ババンバーン」すわひでお,秋成,かぼちゃ,藍月なくる,NU-KO by BEMANI Sound Team "八戸亀生羅"
- 木曽…「木曽路の女」原田悠里
- 木曽…「木曽は山の中」葛城ユキ
- 木曽…「木曾の恋歌」ダ・カーポ
- 木曽路…「哀愁の木曽路」津吹みゆ
- 軽井沢…「軽井沢コネクション」荻野目洋子
- 軽井沢…「軽井沢ホテル」さだまさし
- 軽井沢…「親父の一番長い日」さだまさし
- 軽井沢…「傷だらけの軽井沢」ブレッド&バター
- 軽井沢…「避暑地の恋」チェリッシュ
- 小諸市…「小諸情歌」大川栄策
- 小諸市…「ちょいときまぐれ渡り鳥」氷川きよし
- 野尻湖…「野尻湖ひとり」水森かおり
- 蓼科高原… 「高原のお嬢さん」舟木一夫
- 安曇野…唱歌「早春賦」
- 安曇野…「安曇野」原田悠里
- 安曇野…「安曇野」さだまさし
- 安曇野…「母のいない故郷」鳥羽一郎
- 安曇野市…「とんがり帽子（鐘の鳴る丘）」川田正子
- 梓川…「信濃路梓川」森昌子
- 内山峡（国道254号線）…「コスモス街道」狩人
- 白馬村…「白馬山麓」狩人
- 白馬村…「白馬村から」南こうせつ
- 松本市…「女鳥羽川」大木綾子
- 松本市…「春の音」三橋美智也
- 高遠町…「夕月」三橋美智也
- 高遠町…「高遠 さくら路」水森かおり
- 諏訪湖…「諏訪の御神渡り」葵かを里
- 諏訪湖…「休日」Dragon Ash
- 諏訪郡富士見町…「月よりの使者」竹山逸郎・藤原亮子
- 上伊那郡辰野町…「風の篝火」さだまさし
- 松川町…「まつかわOnDo!」小坂明子
- 長野市（旧・鬼無里村）…「鬼無里の道」西島三重子
- 松原湖（小海町）…「北風小僧の寒太郎」田中星児、堺正章、北島三郎
- 大糸線…「大糸線」徳久広司、西方裕之
- 大糸線…「大糸線」水森かおり

## 岐阜県
- 飛騨…「奥飛騨慕情」竜鉄也
- 飛騨…「飛騨の吊り橋」山口百恵
- 飛騨…「奥飛騨★星の宿」城之内早苗
- 飛騨…「さるぼぼ☆サルサ」…近藤久美子
- 岐阜市・長良川…「長良川艶歌」五木ひろし
- 岐阜市・長良川…「長良川旅情」春日八郎
- 岐阜市・長良川…「長良川夜曲」古都清乃
- 岐阜市・長良川…「長良川鵜飼舟」ひなたみな
- 長良川…「ひとり長良川」水森かおり
- 長良川…「鵜」TMBrothers
- 岐阜市…「39やなな」石田洋介
- 岐阜市・柳ヶ瀬…「柳ヶ瀬ブルース」美川憲一
- 岐阜市・柳ヶ瀬…「柳ヶ瀬ルンバ」近藤久美子
- 岐阜市・柳ヶ瀬…「夜の柳ヶ瀬」カサノヴァ7
- 各務原市…「キムチの気持ち」近藤久美子
- 本巣市…「淡墨桜」石原詢子
- 郡上市…「郡上の詩」 石原詢子
- 郡上市…「郡上夢うた」 川中美幸
- 高山市…「高山の歌」伊藤秀志
- 高山市…「なみだ雪」三橋美智也
- 土岐市…「土岐音頭」市丸・三浦洸一
- 岐阜県…「濃尾恋歌」石原詢子
- 岐阜県…「岐阜の女」Yamashina music factory
- 岐阜県…'「やんやん」'G2
- 岐阜県…「グルグルぎふグルメ」'小島勇司
- 羽島市…「倖せさがしに岐阜羽島」畠山みどり
- 大垣市…「美濃赤坂線」森昌子
- 関ケ原町…「皆の衆」村田英雄
- 池田町…「ほたるのふる里」石原詢子

## 静岡県
- 静岡県…「静岡の女」貝久保ひろし
- 静岡県…「今夜はふたり水いらず~静岡編~」ボサノバカサノバと久保ひとみ
- 静岡鉄道…「ちゃっきり節」
- 静岡市…「まるちゃんの静岡音頭」ピエール瀧
- 静岡市清水区…「旅姿三人男」ディック・ミネ
- 静岡市清水区…「ちょいときまぐれ渡り鳥」氷川きよし
- 静岡市日本平…「君を呼ぶ日本平」初代コロムビア・ローズ
- 熱海市…「熱海の夜」箱崎晋一朗
- 熱海市…「お宮さん」ザ・トーイズ[注 1]
- 熱海市…「湯の街怨歌」荒木一郎
- 熱海市…「熱海」kroi
- 伊東市…「湯の町エレジー」近江俊郎
- 城ヶ崎…「雨の城ヶ崎」黒沢明とロス・プリモス
- 天城山…「踊子」三浦洸一[注 2]
- 天城山…「伊豆の踊子〜燃ゆる黒髪〜」四家文子・市丸[注 3]
- 天城山…「伊豆の踊子」美空ひばり[注 4]
- 天城山…「伊豆の踊子」吉永小百合[注 5]
- 天城山…「伊豆の踊子」山口百恵[注 6]
- 天城山…「天城越え」石川さゆり
- 天城山…「伊豆の雨」角川博
- 天城山…「天城慕情」三門忠司
- 掛川市…「掛川しぐれ」三咲綾
- 掛川市…「天葉」（あまね）吉岡亜衣加
- 下田市…「唐人物語（ラシャメンのうた）」サザンオールスターズ
- 下田市…「お吉物語」天津羽衣
- 下田市…「SUMMER EMOTIONS」角松敏生
- 下田市…「唐人お吉の唄」佐藤千夜子
- 下田市…「唐人お吉小唄」藤本二三吉
- 伊豆市修善寺「修善寺で別れた大宮の女（ひと）」ビートたけし
- 伊豆「伊豆路の女」千羽優希
- 富士市…「かえせ! 太陽を」[注 7]麻里圭子withハニー・ナイツ＆ムーン・ドロップス、北山和美
- 大井川…「大井追っかけ音次郎」氷川きよし
- 天竜川…「天竜下れば」市丸
- 浜名湖…「ひとり浜名湖」八島ひろみ
- ハトヤ…「ハトヤCMソング」
- テレビ静岡…「ごてんばあさんの歌」藤本房子
- 静岡放送（SBSテレビ）…「しずおかぁさん」藤井組

## 愛知県
- 愛知県…「あいちけんの牛乳の唄」ミルクスキーゆかり
- 愛知県…「自然へ、街へ、TOLL ROAD OF AICHI」
- 愛知県…「Hand to Hand」三枝夕夏 IN db[注 8]（愛知県警察「進めよう!安全なまちづくりイメージソング」）
- 尾張国、名古屋市…「天狗〜祭りのテーマ〜」SEAMO
- 名古屋市
  - ナゴヤ球場（中川区）/ナゴヤドーム（東区）…「燃えよドラゴンズ!」板東英二他多数
  - 名古屋駅…「名古屋駅前」鹿島一郎
  - 名古屋駅…「雨の名駅」マイちゃん・アミちゃん
  - 名古屋市営地下鉄名城線…「若いサブウェイ」川路英夫
  - 名古屋市営地下鉄桜通線…「会いたい」藤田麻衣子
  - 名古屋臨海高速鉄道あおなみ線…「あおなみ旅情」はっけん・たんけん・中川区 まちの魅力発信隊
  - 名駅地下街サンロード…「ナゴヤ地下街の歌」楠トシエ
  - 今池商店街…「今池音頭」ザ・ピーナッツ
  - 「今池の女」フラワーカンパニーズ
  - 「今池の女」B.S.R.
  - 「この街」江口晶
  - 「大名古屋行進曲」四家文子、藤本二三吉
  - 「名古屋まつり」藤山一郎
  - 「名古屋よいとこ」松平晃
  - 「名古屋おどり」葭町藤本二三吉、中野忠晴
  - 「名古屋ざかり」市丸、三島一声
  - 「名古屋娘」豆千代
  - 「汎太博行進曲」二葉あき子 & 松平晃
  - 「名古屋ラプソディー」日本ビクター合唱団
  - 「名古屋ブギー」笠置シヅ子-名古屋市制60周年記念ソング。
  - 「名古屋ブギウギ」キラキラ☆13
  - 「ロマンス・ガイド」初代コロムビア・ローズ
  - 「名古屋ブルース」神戸一郎、天知茂、城ゆき、ハニーシークレッツ、ロス・プリモス & 真咲よう子
  - 「名古屋の女」北島三郎
  - 「名古屋はええよ!やっとかめ」つボイノリオ
  - 「みんな名古屋で」チェリッシュ
  - 「拝啓、ここは名古屋です」川崎少年民謡隊
  - 「おひさしぶりだねナゴヤ」さとう宗幸、石川ひとみ
  - 「わたしの名古屋」水谷麻里
  - 「Hey! Mr. Pure Town」長山洋子
  - 「あなたの街・名古屋」きくち寛
  - 「白い街」石原裕次郎
  - 「DA.GA.NE」CHUBU END×SATOMI from NAGOYA
  - 「神様のご褒美」あみん - 母校での思い出を軸に歌われた楽曲[注 9]。
  - 「名古屋っ子」無有　- 宮地佑紀生の結成したグループ
  - 「名古屋オリンピック音頭」川崎英世 & 小林真由美
  - 「どんとこい名古屋」神野美伽
  - 「ふれあい」伍代夏子
  - 「名古屋のひとよ」真咲よう子
  - 「DREAMS COME TRUE〜この街のどこかで〜」斉藤さおり
  - 「Step By Step」HOMEMADE家族－名古屋開府400年祭テーマソング。
  - 「名古屋トワイライト」青木さやか－作詞・作曲は宮根誠司。TV番組「幸せの黄色い仔犬」の企画から生まれた楽曲。
  - 「首都移転計画」 チームしゃちほこ
  - 「名古屋音頭」曽我直子、佐藤貞子
  - 「大名古屋祭」ミス・コロムビア
  - 「名古屋小唄」二三吉
  - 「名古屋小唄」勝太郎（上に異なる）
  - 「大名古屋オンパレード」毛利幸尚
  - 「名古屋囃子」三島一声
  - 「名古屋野球大会の歌」陸軍戸山学校軍楽隊
  - 「マイスィートタウン」きくち寛 NHKみんなのうた ご当地ソング
- 豊橋市
  - 「マツケンのええじゃないか」松平健
- 一宮市
  - 「一宮の夜」つボイノリオ
  - 「ロックンロールふるさと」舟木一夫
- 刈谷市…「刈谷ミュージックホール」山本正之 - 笑福亭鶴光が歌った「うぐいすだにミュージックホール」の正式タイトル。
- 春日井市
  - 「名古屋特急」ザ・ベンチャーズ、アン・ルイス、ハッカドロップス
  - 「春日井」ハッカドロップス
- 弥富市…「近所の金魚は弥富のきんちゃん」近藤久美子
- 「しゃちほこ音頭」島倉千代子
- 東海市
  - 「東海音頭」ピンキーとキラーズ
- 知多郡南知多町…「羽豆岬」SKE48
- 田原市…「恋路ヶ浜」永井みゆき
- 西尾市…「西尾恋歌」葵かを里

- ＜伊藤秀志＞
  - 知多郡南知多町…「師崎」
  - 中部国際空港…「セントレア」
  - 豊橋市…「豊橋の歌」
  - 岡崎市…「岡崎の歌」
  - 春日井市…「春日井の歌」
  - 知立市…「知立の歌」
  - 瀬戸市…「瀬戸の歌」